# Antoni Giełdanowski
Antoni Giełdanowski (ur. 1818, zm. 9 maja 1872) – c.k. urzędnik austriacki, starosta bocheński ok. 1871.
Honorowy obywatel miasta Nowego Targu, odznaczony Orderem Franciszka Józefa.